# رون كيرشاو
رون كيرشاو (بالإنجليزية: Ron Kershaw)‏ هو صحفي أمريكي، ولد في 1945، وتوفي في يوليو 1989 بسبب سرطان.